# Vladimir Varlaj
Vladimir Varlaj (Zagreb, 25. kolovoza 1895. – Zagreb, 15. kolovoza 1962.), bio je hrvatski slikar, poznat po pejzažima Kleka, rijeke Dobre i okolice Zagreba.

## Životopis
Vladimir Varlaj školovao se na tadašnjoj Privremenoj višoj školi za umjetnost i obrt u Zagrebu. Jedan je od osnivača umjetničke skupine Grupe nezavisnih  (Ljubo Babić, Vladimir Becić, Jozo Kljaković, Frano Kršinić, Ivan Meštrović, Jerolim Miše, Marin Studin, Zlatko Šulentić, Vladimir Varlaj), s kojima je intenzivno izlagao od 1923. do 1925. godine na mnogobrojnim izložbama u zemlji i inozemstvu.
Varlaj je svoje najplodnije razdoblje imao od sredine 1920-ih do početka 1940-ih. Tada su nastali njegovi mnogobrojni intimistički pejzaži; Korčule, Dubrovnika, Visa i još značajniji Kleka, Dobre, i zagrebačke okolice. Radio je akvarele, ulja i grafike.
Bolest ga je rano prikovala za krevet, te ga prerano otrgnula od slikanja i umjetničkog djelovanja.

## Vanjske poveznice
- Katalog izložbe Vladimir Varlaj, Umjetnički paviljon Zagreb  Arhivirana inačica izvorne stranice od 8. prosinca 2008. (Wayback Machine)